# Figurer i American Dad!
Herunder følger en liste over alle de jævnligt tilbagevendende figurer i den amerikanske tegnefilmserie American Dad!.

## Familien Smith
- Stan Smith (stemme af Seth MacFarlane) er hovedpersonen i American Dad!. Stan er CIA-agent og senere i serien forfremmes han til deputy-deputy director, som nummer tre på rangstigen i CIA efter deputy director Avery Bullock. Han er gift med Francine, med hvem han har to børn, Hayley og Steve. I hans hus bor også rumvæsnet Roger, som han skylder sit liv, og fisken Klaus, oprindeligt en østtysk skiløber ved De Olympiske Lege.
- Francine Smith
- Hayley Smith
- Steve Smith
- Roger Smith (stemme af Seth MacFarlane) er et rumvæsen, der bor hos Stan Smith. Han bliver reddet af Stan på area 51 hvor han er en undsluppen fange. Som et rumvæsen klæder han sig ud som Steve Smith´s kusine for at hjælpe hans ven snot ved at give ham en kæreste, hvor han "faker" den sex de har. Roger er ofte på speed, coke, weed, heroin, ecstasy osv. Han er også sammen med luder og mænd. Han klæder sig også ud som psykolog. Han ødelægger familien Smith´s ferieture, dage, uger, år osv.
- Klaus

## Slægtninge til familien Smith
- Jack Smith (stemme af Daran Norris) er Stans rigtige far. For størstedelen af sit liv troede Stan at hans far var en hemmelig agent for the Scarlett Alliance, men i episoden Con Heir afsløres det at han i virkeligheden er en juveltyv.
- Betty Smith (stemme af Swoosie Kurtz) er Stans mor og blev forladt af Stans far da denne var dreng. Da faren forlod familien påtog Stan sig rollen som manden i huset og i al hemmelighed "beskyttede" han sin mor mod hendes nye kærester og eksilerede dem til en øde ø i Grækenland hvor de stadig befinder sig til den dag i dag.
- Nicholas Smith er Stans halvbror og er kun omtalt i to episoder.

## Steves venner
- Schmuley "Snot" Lonstein (stemme af Curtis Armstrong) er en af Steves tre venner og har ligesom Steve, en fetich for gamle damer. Han har problemer hjemme med familien og går regelmæssigt til psykolog, en psykolog det lader til han har et forhold til. Snot er jøde, og i et afsnit ødelægger Steve næsten hans bar mitsva.
- Barry (normal stemme af Eddie Kaye Thomas, skurkestemme af Craig Ferguson) er en af Steves tre venner og kendetegnet ved at være meget overvægtig. Barry må regelmæssigt tage piller for at undertrykke sin mørke side, der hvis den kommer frem vil skade folk med hans psykotiske og morderiske opførsel. Tilsyneladende har Barry en fetich for Miss Piggy.
- Toshi (stemme af Daisuke Suzuki) er Steves japanske ven der forstår engelsk, men ikke taler det. Hver gang han taler til sine venner bliver han misforstået og ofte får det han siger den stik modsatte virkning.

## CIA
- Avery Bullock er leder af CIAs afdeling i Langley Falls, og dermed Stans chef. Bullocks kone er krigsfange i Irak, hvorfor han har en del affærer, hovedsageligt med tykke, asiatisk-udseende kvinder i 40-årsalderen.
- Jackson
- Dick Reynolds er en af Stans kolleger. Han er skilt, og har en voldelig natur.
- Duper

## Familien Smiths naboer
- Greg Corbin og Terry Bates, værter på den lokale nyhedsstation og Smith-familiens homoseksuelle naboer. De har datteren Libby sammen, som Francine var rugemor for. Terrys far er en berømt, pensioneret football-spiller, der ikke ser sin søns seksualitet som noget godt.
- Linda Memari (stemme af Megyn Price) er en iransk-amerikansk kvinde i familien Smiths nabolag. Hun er gift med Bob Memari og er gode venner med Francine, som hun tilsyneladende er forelsket i.
- Bob Memari (stemme af Ron Livingston) er født i Cleveland, Ohio og er af iransk herkomst. Han er gift med Linda Memari og begge bor de i familien Smiths kvarter i Langley Falls.
- Chuck White
- Kristy White
- Betsy White
- Mr. Hallworthy er en ældre mand der bor i familien Smiths kvarter. Han optræder første gang i afsnittet I Can't Stan You og dør senere i afsnittet Red October Sky.
- Lisa Collins
- Johnny Collins

## Andre
- Jeff Fischer (stemme af Jeff Fischer) er Hayleys stener kæreste, hvis kendetegn er hans varevogn som han bor i. Han er dybt forelsket i Hayley der for det meste behandler ham som det passer hende og flere gange har slået op med ham.
- Barbara "Barb" Hanson (stemme af Rachael MacFarlane) er håndmodel og ejendomsmægler i Langley Falls, som Stan får deporteret til Guantanamo fordi Francine gerne vil have hendes job. På Guantanamo fornærmer hun i kantinen nogen af fangerne og får hugget hånden af så hun må gå rundt med en klo.
- Kaptajn Monty (stemme af Matt McKenna) er en mand mangler et øje, en hånd og et ben og som går i et typisk piratkostume. Han beskæftiger sig ved flere ting, bl.a. ser man ham arbejde som tjener på en restaurant og som vært for uddelingen af en børnelitteraturspris.
- Beauregard LaFontaine (stemme af Leslie Jordan) er Langley Falls førende frisør/stylist. Han er en dværg med deforme ben og må derfor lade sig transportere rundt på en stor greyhound. Hans mellemnavn er Lawrence.
- Fader Donovan (stemme af Martin Mull) er Langley Falls episkopalske præst. Han er livstræt og drømmer kun om at kunne gå på pension. Han foretrækker at fiske om søndagen og er ikke hævet over at have sex med kvinderne fra sin menighed.
- Skoleinspektør Lewis
- Lisa Silver (stemmer af Carmen Electra og Elizabeth Banks) er cheerleader på Langley Falls High School. For en kort stund dater hun Steve da han er elevrådsformand.
- Lindsey Coolidge
- Debbie Hyman (stemme af Lizzy Caplan) er Steves overvægtige dødsfikserede ekskæreste.